# Украинская Буйловка
Украинская Буйловка — село в Подгоренском районе Воронежской области Российской Федерации. Входит в Витебское сельское поселение.

## География
Село, как и вся Воронежская область, живёт по Московскому времени.

## История
Основано в 1740-е года украинскими казаками слободы Белогорье. Первоначальное название - слобода Новокаменка. Наименование Буйловка связано с выходом коренных гранитов вдоль берега Дона, протянувшихся в виде монолитной скалы (историческое название - Буил-Камень). "Украинская" добавлено к названию села, в связи с тем, что на противоположном берегу Дона уже существовало село Русская Буйловка. В 1859 году в селе Украинская Буйловка было 202 двора с 1328 жителями, в 1878 году построена церковь Архангела Михаила, в 1885 году открыта церковно-приходская школа, действовал маслобойный завод. 
В описании В. Михалевича (1862 г.) граниты около Украинской Буйловки описаны так: "На правом берегу Дона, в слободе Новокаменка (Буйловка) находится масса гранита, возвышающаяся над Доном, при самой низкой воде, на 6,5 сажень, длиной до 60, а шириною до 25 сажень; масса эта врезывается в Дон, при глубине ее от 4 до 6 сажень". Таким образом береговые выходы гранита в XIX веке еще достигали высоты более 13 метров. Из этого гранита был сделан пьедестал к памятнику Петру Первому в Воронеже, который был открыт 30 августа 1860 года. Вероятно, бесконтрольная добыча камня велась и в других целях. Сегодня выходы гранитов около села Украинская Буйловка имеют статус геологического памятника природы «Граниты докембрийские», но их высота над урезом воды едва превышает 2 метра.
Близкое залегание докембрийских гранитов и отсутствие колодцев привело к тому, что село стали постепенно покидать жители. Это началось после Великой Отечественной войны, когда Дон, из которого брали воду жители села, стал загрязняться сельскохозяйственными и промышленными стоками. В настоящее время в Украинской Буйловке постоянного населения нет, церковь разрушена, черными кладоискателями разрыта и ограблена могила одного из священнослужителей, похороненного при храме. 

## Население
| 1859 | 1897  | 2010 |
| ---- | ----- | ---- |
| 1328 | ↗1491 | ↘1   |

## Улицы
В селе 1 улица — Гранитная.

## Известные уроженцы
- Бабенко, Дмитрий Иванович (1909—1975) — советский государственный деятель, народный комиссар — министр внутренних дел Башкирской АССР (1943—1949)[источник не указан 399 дней].